# Cantina Tollo-Alexia Alluminio 1998
Questa voce raccoglie le informazioni riguardanti la Cantina Tollo-Alexia Alluminio nelle competizioni ufficiali della stagione 1998.

## Organico

### Staff tecnico
GM=General manager; DS=Direttore sportivo.
|  | Naz.              | Ruolo | Sportivo            |  |  |  |
|  | ----------------- | ----- | ------------------- |  |  |  |
|  | Italia (bandiera) | GM    | Vincenzo Santoni    |  |  |  |
|  | Italia (bandiera) | DS    | Franco Gini         |  |  |  |
|  | Italia (bandiera) | DS    | Palmiro Masciarelli |  |  |  |
|  | Italia (bandiera) | DS    | Giuseppe Petito     |  |  |  |

### Rosa
|  | Naz.                   |  | Sportivo               | Anno |  |  |
|  | ---------------------- |  | ---------------------- | ---- |  |  |
|  | Italia (bandiera)      |  | Alessandro Baronti     | 1967 |  |  |
|  | Italia (bandiera)      |  | Giacomo Battistel      | 1976 |  |  |
|  | Italia (bandiera)      |  | Marco Bellini          | 1969 |  |  |
|  | Italia (bandiera)      |  | Oscar Cavagnis         | 1974 |  |  |
|  | Italia (bandiera)      |  | Stefano Colagè         | 1962 |  |  |
|  | Italia (bandiera)      |  | Marco Antonio Di Renzo | 1969 |  |  |
|  | Italia (bandiera)      |  | Andrea Dolci           | 1969 |  |  |
|  | Italia (bandiera)      |  | Giorgio Feliziani      | 1975 |  |  |
|  | Italia (bandiera)      |  | Maurizio Frizzo        | 1969 |  |  |
|  | Italia (bandiera)      |  | Massimiliano Gentili   | 1971 |  |  |
|  | Italia (bandiera)      |  | Massimo Giunti         | 1974 |  |  |
|  | Ucraina (bandiera)     |  | Serhij Hončar          | 1970 |  |  |
|  | Slovenia (bandiera)    |  | Martin Hvastija        | 1969 |  |  |
|  | Svezia (bandiera)      |  | Marcus Ljungqvist      | 1974 |  |  |
|  | Italia (bandiera)      |  | Marco Magnani          | 1974 |  |  |
|  | Italia (bandiera)      |  | Luca Mazzanti          | 1974 |  |  |
|  | Italia (bandiera)      |  | Emanuele Negrini       | 1974 |  |  |
|  | Italia (bandiera)      |  | Andrea Peschi          | 1973 |  |  |
|  | Italia (bandiera)      |  | Germano Pierdomenico   | 1967 |  |  |
|  | Svezia (bandiera)      |  | Martin Rittsel         | 1971 |  |  |
|  | Italia (bandiera)      |  | Gilberto Simoni        | 1971 |  |  |
|  | Italia (bandiera)      |  | Massimo Strazzer       | 1969 |  |  |
|  | Stati Uniti (bandiera) |  | Guido Trenti           | 1972 |  |  |
|  | Italia (bandiera)      |  | Paolo Valoti           | 1971 |  |  |
|  | Italia (bandiera)      |  | Marco Villa            | 1969 |  |  |

## Palmarès

### Corse a tappe
- Quatre jours de Dunkerque

3ª tappa, parte b (Serhij Hončar)
- Giro dei Paesi Bassi

3ª tappa, parte b (Serhij Hončar)
- Giro del Giappone

2ª tappa (Marcus Ljungkwist)
- Postgirot Open

1ª tappa (Massimo Strazzer)
4ª tappa (Massimo Strazzer)
- Vuelta a la Comunidad Valenciana

5ª tappa (Massimo Strazzer)

### Corse in linea
- Trofeo Pantalica (Stefano Colagè)
- Tour de Vendée (Marco Antonio Di Renzo)
- GP Capodarco (Giorgio Feliziani)
- GP Brissago (Luca Mazzanti)
- Grand Prix de Fourmies (Luca Mazzanti)

### Pista
- Sei giorni di Bassano del Grappa (Marco Villa)
- Sei giorni di Berlino (Marco Villa)
- Sei giorni di Gand (Marco Villa)
- Sei giorni di Copenaghen (Marco Villa)
- Hyères, Madison (Marco Villa)

### Campionati nazionali
- Campionato ucraino: 1

Cronometro (Serhij Hončar)
- Campionato svedese: 2

In linea (Martin Rittsel)
Classifica a squadre (Martin Rittsel)